# Dasychalina magellanica
Dasychalina magellanica är en svampdjursart som först beskrevs av Thiele 1905.  Dasychalina magellanica ingår i släktet Dasychalina och familjen Niphatidae. Inga underarter finns listade i Catalogue of Life.